# سیلویا پاسکل
سیلویا پاسکل (اسپانیایی: Sylvia Pasquel‎؛ زادهٔ ۱۳ اکتبر ۱۹۵۰) بازیگر اهل مکزیک است.
از فیلم‌ها یا مجموعه‌های تلویزیونی که وی در آن‌ها نقش داشته‌است، می‌توان به صلیب ماریسا کروسس اشاره نمود.